# 3889-es busz
A 3889-es jelzésű autóbuszvonal egy Sárospatak ➝ Kenézlő ➝ Zalkod ➝ Viss ➝ Kenézlő ➝ Sárospatak útvonalon közlekedő helyközi körjárat, amelyet a Volánbusz Zrt. üzemeltet.

## Útvonala
Sárospatak vasútállomásról indul. A Bodrog folyót keresztezve hagyja el a várost Kispatak felé, melyet Apróhomoktanya nevezetű belterület követ. A 3803-as mellékút ezen részén szinte semmi sem található egy újabb külterületen, Rózsástanyán kívül. Pár percet Szabolcs-Szatmár-Bereg megyében is halad, a vonal 19. kilométerén éri el Kenézlőt. A busz kettő zsákfalut szolgál ki: először Zalkodot – 22 percen belül tér vissza Kenézlőre –, majd Viss községet, mely egy 8 kilométeres kitérés számára. A járat körjárat, a borsodi városba nyílegyenesen, változatlan útvonalon tér vissza. Sárospatak vasútállomásán végállomásozik.

## Közlekedése
Indításszáma alacsony, a hét minden napján közlekedik a délelőtti és a délutáni órákban. Jelentős szerepet játszik az itt jelen lévő tömegközlekedésben, azonos útvonalon kizárólag a 3883-as vonal fut, mely ugyanezt az utat teljesíti, csak nem körjárat. Csuklósbusz is fellelhető a napi pár járat egyikei között annak ellenére, hogy mindössze körülbelül 2000 ember lakik a kiszolgáltatott területen. Vasúti (Szerencs/Miskolc/Budapest felé/felől) és autóbuszi (Sátoraljaújhely felé/felől) csatlakozás van biztosítva Sárospatakon mind indulási, mind érkezési esetben.
| Útvonal                                                               | Indításszám | Közlekedési rend     |
| --------------------------------------------------------------------- | ----------- | -------------------- |
| Sárospatak, vá. ➝ Kenézlő ➝ Zalkod ➝ Viss ➝ Kenézlő ➝ Sárospatak, vá. | 4 db        | munkanapokon         |
| Sárospatak, vá. ➝ Kenézlő ➝ Zalkod ➝ Viss ➝ Kenézlő ➝ Sárospatak, vá. | 3 db        | szabadnapokon        |
| Sárospatak, vá. ➝ Kenézlő ➝ Zalkod ➝ Viss ➝ Kenézlő ➝ Sárospatak, vá. | 2 db        | munkaszüneti napokon |

## Megállóhelyei
| 0  | Sárospatak, vasútállomás végállomás | 0.0 km  | 1449 3729, 3869, 3870, 3871, 3872, 3873, 3875, 3878, 3879, 3880, 3881, 3882, 3883, 3884, 3885, 3886, 3888, 3930 Füzér InterCity, Zemplén InterCity, személyvonat – Sárospatak [80.] |
| 1  | Sárospatak, Bodrog Áruház           | 0.9 km  | 1449 3729, 3869, 3872, 3873, 3875, 3878, 3879, 3880, 3881, 3882, 3883, 3884, 3885, 3886, 3888, 3923                                                                                 |
| 2  | Sárospatak, Árpád utca 19.          | 1.7 km  | 3882, 3883 |
| 3  | Sárospatak, györgytarlói elágazás   | 2.8 km  | 3882, 3883 |
| 4  | 3,2-es kilométer-kő                 | 4.8 km  | 3883 |
| 5  | 4-es kilométer-kő                   | 5.6 km  | 3883 |
| 6  | Apróhomok, 8. számú bolt            | 7.0 km  | 3883 |
| 7  | Apróhomok 21.                       | 7.7 km  | 3883 |
| 8  | 7-es kilométer-kő                   | 8.4 km  | 3883 |
| 9  | Rózsástanya, autóbusz-forduló       | 9.3 km  | 3883 |
| 10 | Hálistendomb                        | 10.4 km | 3883 |
| 11 | Bálványosi állami gazdaság          | 11.4 km | 3883 |
| 12 | Rakamazi útelágazás                 | 17.8 km | 3883 |
| 13 | Kenézlő, Burgondia utca             | 19.0 km | 3883 |
| 14 | Kenézlő, emlékmű                    | 19.7 km | 3883 |
| 15 | Zalkod, Petőfi utca 17.             | 24.8 km | 3883 |
| 16 | Zalkod, községháza                  | 25.8 km | 3883 |
| 17 | Zalkod, forduló                     | 26.1 km | 3883 |
| 18 | Zalkod, községháza                  | 26.4 km | 3883 |
| 19 | Zalkod, Petőfi utca 17.             | 27.4 km | 3883 |
| 20 | Kenézlő, emlékmű                    | 32.5 km | 3883 |
| 21 | Kenézlő, Rózsa utca 34.             | 33.0 km | 3883 |
| 22 | Viss, Kossuth utca                  | 35.2 km | 3883 |
| 23 | Viss, vegyesbolt                    | 35.7 km | 3883 |
| 24 | Viss, Kolozsvári utca               | 36.5 km | 3883 |
| 25 | Viss, vegyesbolt                    | 37.3 km | 3883 |
| 26 | Viss, Kossuth utca                  | 37.8 km | 3883 |
| 27 | Kenézlő, Rózsa utca 34.             | 40.0 km | 3883 |
| 28 | Kenézlő, emlékmű                    | 40.5 km | 3883 |
| 29 | Kenézlő, Burgondia utca             | 41.3 km | 3883 |
| 30 | Rakamazi útelágazás                 | 42.5 km | 3883 |
| 31 | Bálványosi állami gazdaság          | 48.9 km | 3883 |
| 32 | Hálistendomb                        | 49.9 km | 3883 |
| 33 | Rózsástanya, autóbusz-forduló       | 51.0 km | 3883 |
| 34 | 7-es kilométer-kő                   | 51.9 km | 3883 |
| 35 | Apróhomok 21.                       | 52.6 km | 3883 |
| 36 | Apróhomok, 8. számú bolt            | 53.3 km | 3883 |
| 37 | 4-es kilométer-kő                   | 54.7 km | 3883 |
| 38 | 3,2-es kilométer-kő                 | 55.5 km | 3883 |
| 39 | Sárospatak, györgytarlói elágazás   | 57.4 km | 3882, 3883 |
| 40 | Sárospatak, Árpád utca 19.          | 58.5 km | 3882, 3883 |
| 41 | Sárospatak, Bodrog Áruház           | 59.4 km | 1449 3729, 3869, 3872, 3873, 3875, 3878, 3879, 3880, 3881, 3882, 3883, 3884, 3885, 3886, 3888, 3923                                                                                 |
| 42 | Sárospatak, vasútállomás végállomás | 60.3 km | 1449 3729, 3869, 3870, 3871, 3872, 3873, 3875, 3878, 3879, 3880, 3881, 3882, 3883, 3884, 3885, 3886, 3888, 3930 Füzér InterCity, Zemplén InterCity, személyvonat – Sárospatak [80.] |